# La recuperación de la isla de San Cristóbal
La recuperación de la isla de San Cristóbal es un lienzo realizado por el pintor español Félix Castelo. Esta obra formaba parte de la Serie de Batallas, originalmente destinada al Salón de Reinos del palacio del Buen Retiro, en Madrid.

## Introducción
El Salón de Reinos del palacio del Buen Retiro ha sido interpretado como un Salón de la Virtud del Príncipe —en este caso de Felipe IV— que, mezclando narración y alegoría, estaba destinado a glorificar las cualidades del monarca. En la parte alegórica figuraban diez escenas de los doce trabajos de Heracles, mientras que la parte narrativa constaba de cinco retratos ecuestres —obras de Velázquez— y de una serie de doce escenas de batallas, que representaban otras tantas victorias de los ejércitos españoles entre 1622 y 1633. Para la realización de esta serie pictórica se acudió a los pintores más celebrados de la época.
La sorprendente elección de Félix Castelo para participar en este programa decorativo —no se llamó a Angelo Nardi, pintor del rey— puede explicarse por la influencia de Vicente Carducho, de quien Castelo era el discípulo preferido. Tal vez las cualidades de paisajista mostradas en el presente lienzo le valieron a Castelo el posterior encargo de una serie de vistas de casas de campo reales.

## Tema de la obra
Las islas de San Cristóbal y Nieves —ocupadas por tropas inglesas y francesas— fueron recuperadas para la Monarquía Hispánica en 1629, en la batalla de San Cristóbal, durante la guerra anglo-española de 1625-1630. La expedición española estaba comandada por el almirante Fadrique de Toledo, participando también Martín de Valdecilla —general de la flota—, Antonio de Oquendo —almirante— y Tiburcio de Redín, quien mandaba un galeón. Don Fadrique, tras partir de las islas, no las dotó de guarnición, por lo que sus anteriores ocupantes volvieron a tomarlas. Tras la firma del tratado de Madrid, ambas islas fueron entregadas a Inglaterra en 1630.

## Análisis de la obra

### Datos técnicos y registrales
- Madrid, Museo del Prado; N º. de inventario P000654;[5]
- Pintura al óleo sobre lienzo;
- Medidas: 297 x 311 cm;
- Fecha de realización: 1634-1635;
- Firmado y fechado, en la parte inferior derecha: Felix Castello P.F./ 1634.[6]

### Descripción de la obra
Castelo representó en primer plano a don Fadrique de Toledo y a un grupo de tres personajes, que no deben ser los antes mencionados oficiales de la armada, sino oficiales de infantería. El primero de ellos quizás sea Pedro de Osorio —maestre de campo— quien recibe una orden de don Fadrique y se lleva la mano al pecho en señal de asentimiento, mientras con la izquierda sostiene su sombrero. Tras él, aparecen un soldado y otro oficial —tal vez Juan de Orellana— ambos elegantemente ataviados.
La batalla está descrita minuciosamente. A la izquierda destaca un galeón y, más al centro, falucas y esquifes, en el momento del desembarco. En la parte derecha, se ven las tropas españolas que ya han desembarcado y dos fortines enemigos incendiados. En la lejanía —a la derecha y a la izquierda— se aprecian los navíos que no han participado en el desembarco. Castelo muestra en este lienzo sus dotes de colorista y de paisajista, tanto en el segundo término como en el fondo de la composición. Si bien es evidente su aprendizaje con Carducho, este "paisaje con batalla" denota una mayor movilidad, riqueza de expresión y de colorido, que las habituales en su maestro.

## Procedencia
1. Colección Real (Palacio del Buen Retiro), Madrid, 1701, n º. 254;
2. Buen Retiro, 1794, n º 526;
3. Palacio Real, Madrid, pinturas descolgadas en el callejón de las tribunas, 1814-1818, n º, 526).